# INTO THE DANCING SUN
『INTO THE DANCING SUN』（イントゥ・ザ・ダンシング・サン）は、松任谷由実（ユーミン）の4番目のライブビデオである。1995年9月11日に東芝EMIよりリリース（VHS：TOVF-1230、LD：TOLF-1230）。同ビデオのDVD再発版は5.1chサラウンド音声で2001年12月12日にリリース（TOBF-5113）。2004年11月10日に期間限定で低価格（2,940円）にて再リリース（TOBF-5351）。

## 解説
- 『THE DANCING SUN』コンサートツアーの映像や裏側などを収録したライブビデオ。
- ステージセットは360°のセンターステージを採用[1]。
- コンサートでは「HOZHO GOH」「やさしさに包まれたなら」「愛のWAVE」「GET AWAY」「天国のドア」「恋の一時間は孤独の千年」も歌われたが、収録されていない。

## 収録曲
1. ―Prologue―
2. Nobody Else
3. Happy Birthday to You〜ヴィーナスの誕生
4. 砂の惑星
5. 満月のフォーチュン
6. XYZING XYZING
7. Sign of the Time
8. 心ほどいて
9. 青春のリグレット
10. SWEET DREAMS
11. Good-bye friend〜Hello, my friend
12. 真夏の夜の夢
13. WANDERERS
14. 春よ、来い

- 作詞・作曲：松任谷由実　編曲：武部聡志

## 参加ミュージシャン
- ドラム：村石雅行
- ベース：田中章弘
- ギター：市川祥治、中川雅也
- キーボード：武部聡志
- コーラス：松岡奈緒美、田中雪子、斎藤典子